# Canon van Morgan
De canon van Morgan stelt dat dieren geen hogere geestelijke vermogens toegeschreven mogen krijgen als lagere volstaan. De Britse etholoog en psycholoog Conwy Lloyd Morgan schreef dit in 1894 in An Introduction to Comparative Psychology als reactie op een al te sterk antropomorfisme van vooral George Romanes:
In no case may we interpret an action as the outcome of the exercise of a higher psychical faculty, if it can be interpreted as the outcome of the exercise of one which stands lower in the psychological scale.
Een voorbeeld van een te antropomorfische benadering is Kluger Hans, het paard waarvan aanvankelijk gedacht werd dat het kon rekenen.
De canon is een van de meest geciteerde zinnen in de vergelijkende psychologie en wordt wel aangeduid als een toegepaste vorm van Ockhams scheermes. Deze uitleg geeft ruimte aan het idee dat er tussen dier en mens sprake is van saltatie, een sprong in de evolutie, en daarmee mogelijk bijdragend aan het exceptionalistische idee dat de mens uniek is. Deze uitleg volgt echter niet uit wat Morgan wilde bereiken met de canon en hij spreekt zich zelfs expliciet uit tegen de eenvoudigste verklaring.

## Drie methodes

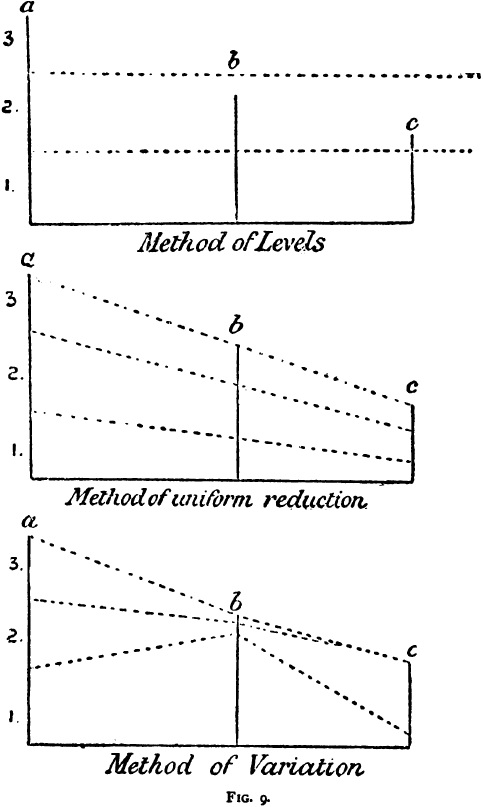
De drie mogelijke methodes volgens Morgan om dierlijk gedrag te verklaren: de methode van niveaus, de methode van gelijkmatige vermindering en de methode van variatie

Het betekende voor Morgan echter niet dat dieren niet tot meer dan stimulus-respons-gedrag in staat zijn, iets wat latere onderzoekers nog wel eens aannamen. Morgan stelde dat er bij het onderzoek naar dierlijke cognitie noodgedwongen moet worden uitgegaan van de menselijke cognitie, aangezien dit de enige vorm is die bekend is uit directe waarneming. Daarbij zag hij drie mogelijke methodes om dierlijk gedrag te verklaren: de methode van niveaus, de methode van gelijkmatige vermindering en de methode van variatie. Hij ging daarbij uit van de mens a, twee dieren, b en c en de oplopende vermogens of gaven 1, 2 en 3. Bij de methode van niveaus beschikt b nauwelijks over de hoogste gave, terwijl c net over de tweede gave beschikt. Bij de methode van gelijkmatige vermindering beschikt eenieder over dezelfde gaven, maar in afnemende mate. Bij de methode van variatie kan een over het algemeen minder ontwikkeld dier wel een bepaalde gave beter beheersen. Morgan stelt dat het de methode van variatie is die a priori moet worden aangenomen bij onderzoek als de principes van evolutie worden gevolgd, aangezien gaven zich ontwikkelen op basis van de strijd om het bestaan.
De methode van variatie heeft tot gevolg dat bij een dier bepaalde gaven nog volledig kunnen ontbreken. Morgan ziet dit niet als probleem, aangezien het mechanisme van evolutie in staat is om te verklaren hoe diersoorten bepaalde gaven verkrijgen. Hij ziet dit slechts als probleem als wordt aangenomen dat elke diersoort al in enige mate moet beschikken over dezelfde gaven als de mens of als er van wordt uitgegaan dat de mens over bepaalde gaven kan beschikken op een andere manier dan via evolutie (probleem van Wallace). Beide posities zijn niet houdbaar volgens Morgan, waarbij hogere gaven slechts mogen worden aangenomen als er goede redenen zijn om dat te doen:
If this be so it is clear that any animal may be at a stage where certain higher faculties have not yet been evolved from their lower precursors; and hence we are logically bound not to assume the existence of these higher faculties until good reasons shall have been shown for such existence.
Tegenover de canon van Morgan staat de toetssteen van Hume, die stelt dat dezelfde hypotheses toegepast moeten worden op het geestelijk handelen bij dieren als bij mensen. Dit veronderstelt wat later bekend zou worden als evolutionaire continuïteit, namelijk dat er een geleidelijke overgang is tussen de verschillende soorten van zowel lichaam als van geest.